# Zonochares tetradyas
Zonochares tetradyas är en fjärilsart som beskrevs av Edward Meyrick 1922. Zonochares tetradyas ingår i släktet Zonochares och familjen äkta malar. Inga underarter finns listade i Catalogue of Life.